# Pemagatshel (Distrikt)
Pemagatshel (པདྨ་དགའ་ཚལ་རྫོང་ཁག་; auch: Pemagatsel oder Pema Gatshel) ist einer der 20 Distrikte (dzongkhag) von Bhutan. In diesem Distrikt leben etwa 23.632 Menschen (Stand: 2017). Das Gebiet Pemagatshel umfasst 593 km².
Die Hauptstadt des Distrikts ist gleichnamig Pemagatshel.
Der Distrikt Pemagatshel ist wiederum eingeteilt in 11 Gewogs:
- Chhimung Gewog
- Chongshing Borang Gewog
- Dungme Gewog
- Khar Gewog
- Shumar Gewog
- Yurung Gewog
- Zobel Gewog
- Nanong Gewog
- Choekhorling Gewog
- Norbugang Gewog
- Dechenling Gewog